# Певец декаданса
Певец декаданса — двадцатый музыкальный альбом, записанный и выпущенный рок-группой «Пикник» в 2012 году. Альбом выпущен на CD лейблом Мистерия звука. Также на чешском лейбле GZ Digital Media была выпущена виниловая пластинка, которая стала пятым альбомом группы, выпущенном на виниле

## Об альбоме
Запись альбома проходила летом 2012 года, а выход его состоялся осенью. В поддержку релиза группа организовала гастрольный тур «Декаданс». В 2013 году альбом был переиздан с добавлением видео-бонуса. В 2016 году группа выпустила клип на песню «Игла», обозначенный как «лирик-видео».

## Список композиций
Автор песен Эдмунд Шклярский кроме отмеченных
| №   | Название                               | Длительность |
| --- | -------------------------------------- | ------------ |
| 1.  | «Декаданс»                             | 4:42         |
| 2.  | «Игла»                                 | 4:30         |
| 3.  | «За пижоном пижон»                     | 3:50         |
| 4.  | «Вплети меня в своё кружево»           | 4:19         |
| 5.  | «Клоун беспощадный»                    | 4:43         |
| 6.  | «Гильотины сечение, верёвки петля»     | 4:35         |
| 7.  | «Трилогия (слова А. Шклярская)»        | 2:15         |
| 8.  | «Инкогнито (Станислав Шклярский)»      | 3:20         |
| 9.  | «Прикосновение»                        | 5:09         |
| 10. | «Звезда Декаданс»                      | 3:54         |
| 11. | «Быть может...»                        | 3:37         |
| 12. | «Сигналы (инструментал) (bonus track)» | 4:09         |

## Участники записи
- Эдмунд Шклярский — вокал, гитара, акустическая гитара, двенадцатиструнная гитара;
- Марат Корчемный — бас-гитара;
- Станислав Шклярский — клавишные, синтезатор, голос (трек «Инкогнито»);
- Леонид Кирнос — ударные.

Художником альбома также выступил Эдмунд Шклярский. Автор фотографий — Екатерина Корчемная.